# Bartołdy
Bartołdy – wieś w Polsce położona w województwie mazowieckim, w powiecie przasnyskim, w gminie Krasne.
W skład sołectwa Bartołdy wchodzi także wieś  Dębowa Karczma
| SIMC    | Nazwa          | Rodzaj                          |
| ------- | -------------- | ------------------------------- |
| 0117140 | Dębowa Karczma | część wsi (zniesiona w r. 2023) |

Wierni Kościoła rzymskokatolickiego należą do parafii św. Mateusza w Zielonej.
Do 1954 roku istniała gmina Bartołdy.